# Miasto Leskovac
Miasto Leskovac (serb. Grad Leskovac / Град Лесковац) – jednostka administracyjna w Serbii, w okręgu jablanickim. W 2018 roku liczyła 135 591 mieszkańców.